# Жан Кікампуа
Жан Кікампуа (фр. Jean Quiquampoix, нар. 3 листопада 1995, Париж, Франція) — французький стрілець, олімпійський чемпіон 2020 року, срібний призер Олімпійських ігор 2016 року.

## Виступи на Олімпіадах
| Олімпіада           | Дисципліна                          | Місце |
| ------------------- | ----------------------------------- | ----- |
| Ріо-де-Жанейро 2016 | швидкострільний пістолет, 25 метрів | 2     |
| Токіо 2020          | швидкострільний пістолет, 25 метрів | 1     |
| Париж 2024          | швидкострільний пістолет, 25 метрів | 22    |

## Зовнішні посилання
- Жан Кікампуа — олімпійська статистика на сайті Sports-Reference.com (англ.) (архівна версія)

1. ↑  Promotion spéciale des jeux Olympiques et Paralympiques d’été de Tokyo 2020: Décret du 8 septembre 2021 portant promotion et nomination dans l’ordre national de la Légion d’honneur — 2021. — вип. 211. — ISSN 0242-6773